# Elfenland
Elfenland ist ein Brettspiel für zwei bis sechs Spieler, das von Alan R. Moon entwickelt und von Doris Matthäus illustriert wurde. Es erscheint bei der Amigo Spiel + Freizeit GmbH und wurde zum Spiel des Jahres 1998 gekürt. Das Spiel basiert auf dem von Moon im Eigenverlag White Wind herausgegebenen komplexen „Elfenroads“. So existiert die Erweiterung „Elfengold“, die das Spiel wieder zu „Elfenroads“ aufwerten soll.
2008 erschien zum 10-jährigen Jubiläum eine Jubiläumsedition mit einer Spielbox aus Metall statt aus Pappe und mit geänderten Motiven.

## Spielziel
Die Mitspieler, gekennzeichnet durch einen Elfenstiefel, müssen durch die verschiedenen Landschaften eines auf dem Spielplan dargestellten Elfenreichs wandern, um ihre Ortssteine einzusammeln. Dazu nutzen sie verschiedene Transportmittel, die in Abhängigkeit von der Landschaft auf dem Weg zwischen zwei Städten eingesetzt werden. Wichtigstes spielerisches Element ist damit das Finden des optimalen Weges. Sieger des Spiels ist, wer nach vier Runden, beziehungsweise mit der Erweiterung „Elfengold“ nach sechs Runden, die meisten der Steine gesammelt hat. Das Erweiterungsset ergänzt das Spiel darüber hinaus um die Versteigerung der Transportmittel und damit ein weiteres Spielprinzip.

## Aufbau
Alle Spieler befinden sich zu Beginn des Spiels in der Hauptstadt. Von dort plant jeder für sich eine möglichst gelungene Reiseroute durch Wälder, Gebirge, Wüsten, Ebenen oder auch über Seen und Flüsse hinweg. Um auf den Wegen reisen zu können, müssen phantasievolle Transportmittel wie Elfenräder, Einhörner, Wolken, Drachen, Riesenschweine oder Trollwagen benutzt werden. Allerdings ist nicht jedes Transportmittel für jedes Gelände geeignet. So kann zum Beispiel das Einhorn niemals in der Ebene laufen oder das Elfenrad in der Wüste genutzt werden. Damit die Mitspieler die Transportmittel nutzen können, müssen sie im Besitz passender Reisekarten sein. Die von den Mitspielern ausgelegten Transportmittel können für die eigene Route mitgenutzt werden, sofern man die dazu passenden Reisekarten auf der Hand hat. Erst die Kombination aus richtig geplanter Reiseroute, Transportmitteln und den zugehörigen Reisekarten macht eine Bewegung über den Spielplan möglich.